# Marshall Law
Marshall Law, ou simplesmente Law (マーシャル・ロウ, Māsharu Rou), é uma personagem da franquia Tekken, desenvolvida pela Bandai Namco Entertainment. Introduzido no primeiro jogo da série, em 1994, é retratado como um dono de restaurante sino-americano que deseja abrir uma escola de artes marciais que espera financiar com o prêmio em dinheiro dos torneios de luta.
Ele tem um filho chamado Forest Law, que o substitui em Tekken 3, e é amigo de Paul Phoenix. Ele é frequentemente descrito como uma homenagem ao artista marcial Bruce Lee.

## Designe jogabilidade
Marshall Law é amplamente reconhecido como uma homenagem ao famoso artista marcial e ator Bruce Lee em seu design e estilo de luta. No entanto, isso nunca foi confirmado publicamente pelo produtor da série Tekken, Katsuhiro Harada. Harada dublou Marshall e Forest nas cinco primeiras edições da série principal ao longo de um período de dezesseis anos, depois desistiu após se considerar incapaz de duplicar as vozes de Tekken 6 em diante. Kevin Wong, da Complex observou em 2013 que "Law tem todos os movimentos icônicos de Bruce Lee – seu flip kick, seu soco de uma polegada e seu chute voador, sem mencionar suas roupas de Enter the Dragon e Game of Death." Para seu modelo de personagem em Tekken 4, que se passa 21 anos após os eventos de Tekken 2, Law recebeu uma aparência envelhecida com bigode e cabelo despenteado, enquanto ficava sem camisa com calça preta e faixa vermelha; JP Hurh, da Game Revolution, descreveu o design como "tendo uma aparência de viciado em crack [...] o que se pode esperar após anos de abuso físico severo". Um traje alternativo de Tekken 5 foi desenhado pelo artista de mangá e designer de personagens Ryōji Minagawa.
Como muitos personagens de Tekken, o estilo de luta de Law é simplesmente descrito como "artes marciais". A GameSpy escreveu que Law em Tekken 5 tinha "grande habilidade de combo e ataques baixos", mas seus "combos são menos prejudiciais do que outros personagens." De acordo com a IGN, Law tem muitas opções de malabarismo, ótimos contra-ataques e combos de parede fáceis em Tekken 6. Tyler Nagata, da GamesRadar+, descreveu o estilo de Law como "cheio de ataques difíceis de bloquear e golpes imprevisíveis que [são] fáceis de transformar em combos acidentais ".

## Aparição

### Na franquiaTekken
Marshall Law é um artista marcial que possui um restaurante na Chinatown de San Francisco, e como seu amigo próximo Paul Phoenix, a dificuldade financeira se torna seu principal motivo para entrar nos torneios de luta King of Iron Fist realizados ao longo da série Tekken. Às vezes conhecido como "The Fighting Chef", Marshall é o pai de Forest Law. Ele entra na esperança de abrir seu próprio dojo com os ganhos. Apesar de não ter vencido o primeiro torneio, Marshall acabaria abrindo seu próprio dojo. No entanto, em Tekken 2, seus alunos são logo atacados e seu dojo destruído por Baek Doo San, provocando Law a entrar no segundo torneio em busca de vingança. Em Tekken 3, seu enredo detalha que ele reconstruiu seu dojo enquanto dirigia uma rede de restaurantes de sucesso chamada "Marshall China" nos Estados Unidos. Enquanto isso, Paul convence o filho de Marshall, Forest Law, a entrar no terceiro torneio, o que causa certo atrito entre Law e Paul.
Semelhante ao enredo de Paul em Tekken 4, o negócio de restaurantes de Law faliu. Ele tenta usar o quarto torneio como muleta para aliviar seus problemas de dinheiro, mas não consegue e depois é relegado a trabalhar como lavador de pratos no Japão, onde os confrontos são realizados. Ao participar do quinto torneio em Tekken 5 na esperança de poder cobrir as contas médicas de Forest decorrentes de um acidente de motocicleta, Law é deportado para os Estados Unidos após a descoberta de que ele trabalhava ilegalmente no Japão. Paul aborda Law com a proposta de formar uma equipe para o próximo sexto torneio, acreditando que as chances de vitória (e ganhar o prêmio em dinheiro) seriam melhores como um grupo do que individualmente, e Law aceita.

### Em outras mídias
Marshall tem uma breve aparição no OVA Tekken: The Motion Picture de 1998, visto escapando da explosão do resort Mishima com os outros lutadores sobreviventes na conclusão. No filme Tekken (2009), Marshall foi interpretado pelo artista marcial e ator vietnamita-americano Cung Le.

## Recepção
"Ao contrário dos outros competidores de [Tekken], que estão em busca de vingança, dominação mundial ou glória, Law só quer pagar suas contas – ele está completamente falido no início de cada torneio. Law adiciona alguma leviandade muito necessária ao processo, e ele nunca cruza a linha que separa a homenagem a Bruce Lee da fraude de Bruce Lee."

—Kevin Wong, Complex, 2013
Matt Swider, da Gaming Target, classificou Marshall como o oitavo melhor personagem de Tekken em 2006: "Marshall Law, o praticante de 'Marshall Arts', sempre entrou no torneio com uma coisa em mente: dinheiro." A GamesRadar classificou-o, em 2008, entre os "clones de Bruce Lee" dos jogos: "Os fãs de Tekken entendem a ameaça que Law representava – mesmo que ele fosse controlado por um mero espremedor de botões." Michael Grimm, do mesmo portal, comparou Marshall e o personagem de Street Fighter Fei Long em uma discussão acerca de Street Fighter × Tekken: "Existem muitas palavras bonitas para descrever as origens de Fei Long e Marshall Law: homenagem, homenagem, memorial, mas vamos nos contentar com 'roubo sem vergonha'." Elton Jones, da Complex, classificou-o como o oitavo "personagem de jogo de luta mais dominante" em 2012, chamando-o de "o melhor" de "todos os imitadores de jogos de luta de Bruce Lee", enquanto seus "gritos, chutes mortais e físico magro evocam memórias do 'Dragão' favorito de Hollywood." Jack Pooley, da WhatCulture, citou sua semelhança com Lee como "uma grande parte do motivo pelo qual ele é tão divertido de jogar [...] Eu amo tudo sobre ele, estilo de combate, desde sua variedade cega de chutes e flips, até os gritos agudos que ele solta enquanto ataca." Kurt Kalata, da Hardcore Gaming 101, categorizou Marshall, junto com Fei Long e o personagem de Mortal Kombat Liu Kang, em "Clichê de jogo de luta nº 1: a imitação de Bruce Lee." Embora Marshall tenha sido incluído em Street Fighter × Tekken, ele foi apenas o 33º mais solicitado de 54 personagens de Tekken para o jogo em uma votação oficial de fãs realizada pela Namco em 2012, na qual recebeu 4,57% (4.038) de 88 280 votos.
AJ Glasser, da Kotaku, incluiu Marshall em sua lista "Os melhores e piores pais dos videogames" em 2009: "Law vê mais o interior dos restaurantes do que seu próprio filho, mas ele não para por nada para pagar as contas do hospital quando Forest destrói sua motocicleta." Em sua prévia de 2012 de Street Fighter × Tekken, Nate Ming, da Crunchyroll, descreveu Marshall e Paul Phoenix como "empreendedores de enriquecimento rápido". Sam Loveridge, da Digital Spy, classificou Marshall em oitavo lugar em sua seleção de 2016 dos dezenove nomes de personagens "absolutamente piores" em jogos, apesar de descrevê-lo como super forte. Em uma entrevista de 2014, o ator de Street Fighter: Assassin's Fist, Joey Ansah, destacou Law em suas críticas à evolução da narrativa da série Tekken: "Todas essas coisas começaram como uma espécie de sensibilidade do Punho da Estrela do Norte e acabaram como esse tipo de comédia-pastelão quase pastiche de si mesmo ... Law agora está mais preocupado com seu maldito restaurante e é como, o que diabos aconteceu com esse tipo de anime sombrio?"